# إيلي هارولد
إيلي هارولد (بالإنجليزية: Eli Harold) هو لاعب كرة قدم أمريكية أمريكي، ولد في 20 يناير 1994 في فرجينيا بيتش في الولايات المتحدة.

## وصلات خارجية
- إيلي هارولد على موقع مرجع كرة القدم المحترفة.كوم (الإنجليزية)